# Cinnamomum rigidifolium
Cinnamomum rigidifolium är en lagerväxtart som beskrevs av André Joseph Guillaume Henri Kostermans. Cinnamomum rigidifolium ingår i släktet Cinnamomum och familjen lagerväxter. Inga underarter finns listade i Catalogue of Life.